# Werner Sternkopf
Werner Sternkopf (* 17. Februar 1928; † 10. September 2015) war ein deutscher Kommunalpolitiker (SED) und Rechtswissenschaftler.
Sternkopf war von 1960 bis 1966 für die SED Bürgermeister von Johanngeorgenstadt. Anschließend ging er nach Potsdam. Dort wurde er stellvertretender Direktor der Sektion Staatsrecht, Wirtschaftsrecht und Verwaltungsrecht der Akademie für Staats- und Rechtswissenschaft der DDR. In Geltow setzte er sich zur Ruhe.

## Werke
- Der Abgeordnete der örtlichen Volksvertretung, Berlin 1974
- Ratgeber für die Abgeordneten der FDJ, Berlin 1979